# Ốc Trở

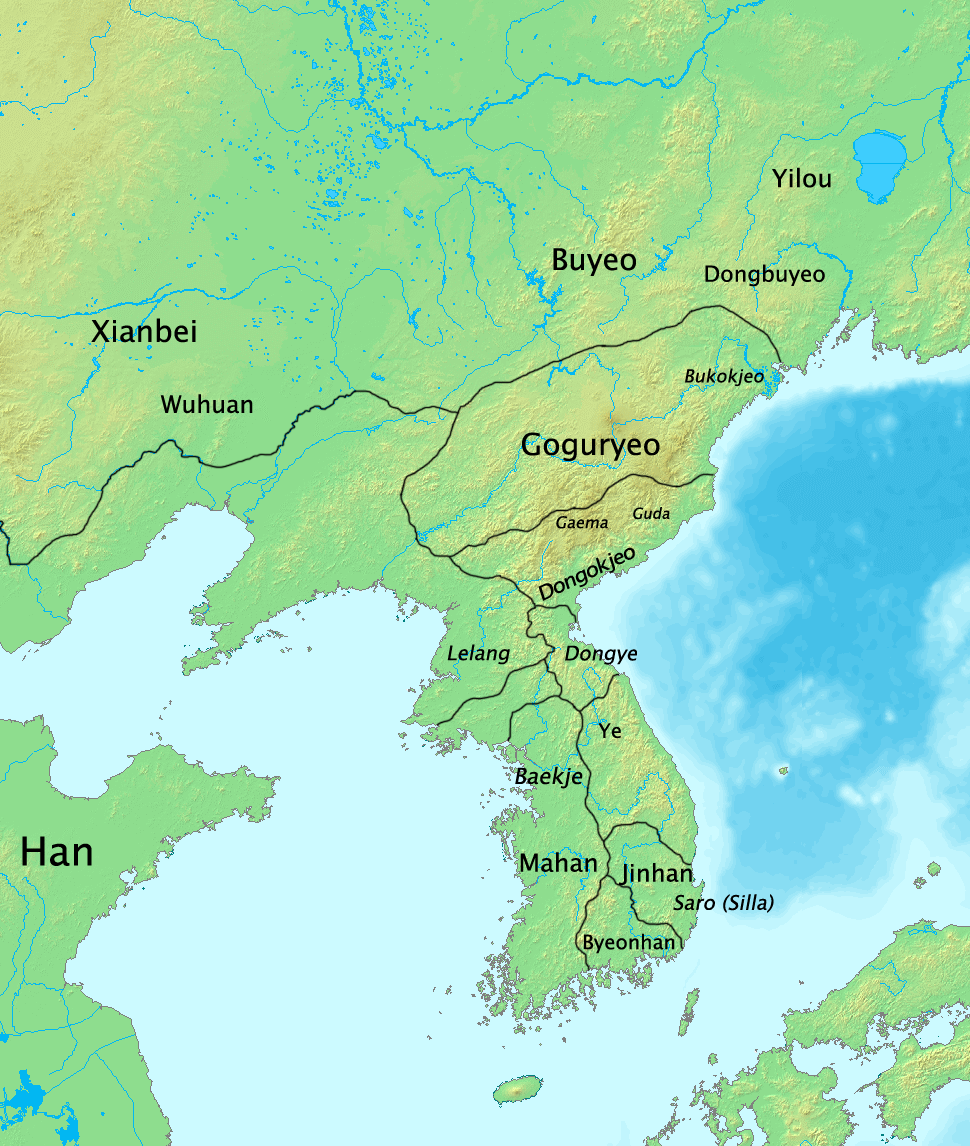
Ốc Trở được ghi chú là Dongokjeo trên bản đồ.

Ốc Trở, Ốc Triều, Ốc Tộ, Ốc Triêu hay Ốc Triệu (tiếng Hàn: Okcho hay Okjeo), cũng có khi gọi là Đông Ốc Trở (Dongokjeo), là một bộ tộc người Triều Tiên cổ từng tồn tại trong giai đoạn từ khoảng thế kỷ 2 đến thế kỷ 5 TCN ở dải bờ biển phía Đông sông Đồ Môn. Địa bàn phân bố của tộc người này tương ứng với địa giới của các tỉnh Hamgyŏng-puk, Hamgyŏng-nam, Ryanggang của Bắc Triều Tiên ngày nay.
Theo sử sách, Ốc Trở có mối thù sâu sắc với Haeng-il, một bộ tộc sinh sống ở phía sau dãy núi Trường Bạch. Hai tộc người này thường xuyên gây chiến với nhau.